# ديفيد فوكس
ديفيد فوكس هو ممثل كندي، ولد في 1941 في كندا. من الجوائز التي نالها جائزة دورا مافور مور ‏.

## أعمال

### أفلام
- (2013) ماما[2]

### مسلسلات
- مغامرات تان تان

## جوائز
- جائزة دورا مافور مور [الإنجليزية]‏

## وصلات خارجية
- ديفيد فوكس على موقع IMDb (الإنجليزية)
- ديفيد فوكس على موقع قاعدة بيانات الفيلم (الإنجليزية)